# Fjederholt Å
Fjederholt Å er en ca. 24 km lang å der har sit udspring ved Harrild Hede og har sit udløbe i Rind Å, og ligger syd for Herning.
Åen omtales også som Kjølkjær Bæk og har et meget snoet forløb i forhold til andre vandløb i Danmark.
Området omkring åen har mange stier og flot natur.
Åen er ved Rind Plantage er i dag gennemskåret af Midtjyske Motorvej primærrute 18 som folketinget vedtog en anlægslov på i 1991, først som motortrafikvej og senere som motorvej mellem Herning Ø og Brande.
Man lavede Fjederholt Å Dalbro, da åen er fredet så i samarbejde med fredningsmyndighederne nåde man frem til at den bro der krydser ådalen, skulle være 200 meter lang, så man kunne bevare naturen og det rige dyrliv i området.
I 2002 vedtog folketinget at primærrute 18 skulle ophøjes fra en tosporet motortrafikvej til en firesporet motorvej mellem Herning Ø og Brande.